# Zelenik (Kučevo)
Pour les articles homonymes, voir Zelenik.
Zelenik (en serbe cyrillique : Зеленик) est un village de Serbie situé dans la municipalité de Kučevo, district de Braničevo. Au recensement de 2011, il comptait 187 habitants.

## Démographie

### Évolution historique de la population
| 1948 | 1953 | 1961 | 1971 | 1981 | 1991 | 2002 | 2011 |
| ---- | ---- | ---- | ---- | ---- | ---- | ---- | ---- |
| 502  | 528  | 531  | 429  | 412  | 327  | 251  | 187  |

|  |